# Biblioteca Popular Del otro lado del árbol
La Biblioteca Popular Del otro lado del árbol es una biblioteca infantil de acceso público establecida como un espacio artístico-cultural que interactúa con distintos centros de salud, escuelas y jardines de infantes a través de propuestas orientadas a la vinculación de la niñez con la salud, la educación y la cultura. Se encuentra ubicada dentro del Parque Saavedra, en la calle 14 entre 66 y 67, de la ciudad de La Plata, provincia de Buenos Aires, República Argentina.

## Historia
La Biblioteca se creó en homenaje a Pilar Andicoechea, la hija menor de Paula Kriscautzky, la impulsora del proyecto. En 2010 a Pilar Andicoechea, de cinco años, le detectaron cáncer cerebral. Por este motivo comenzó a pasar largas horas en el hospital y vio junto a su familia que los protocolos médicos dejaban de lado algunos aspectos de la niñez. Durante los tratamientos y sesiones de quimioterapia, los cuentos, en especial el que se titula Del otro lado del árbol, se convirtieron en las «ventanas a otros mundos».
Cuando falleció Pilar, Kriscautzky inició el proyecto para humanizar el ámbito de la salud y garantizar otras necesidades de la infancia más allá de las médicas específicas que requiere una enfermedad. El diseño se realizó pensando en un lugar para las infancias que defienda los derechos de las infancias, y a su vez, representara a su hija.

### Fundación
En febrero de 2011 Kriscautzky reunió a sus familiares y les planteó la idea de crear una biblioteca en un galpón en desuso en el Parque Saavedra, en el centro de La Plata, frente al Hospital de Niños Sor María Ludovica, y pensó en ese espacio como un lugar lleno de libros, que a su vez oficiara de sala de espera, pero que también recibiera a niños del barrio. La idea se materializó en el espacio del parque cedido por la Municipalidad de La Plata, y en un contenedor que con la participación de más de cien voluntarios, colaboraron en el acondicionamiento y lo pintaron en el interior y externamente con dibujos.

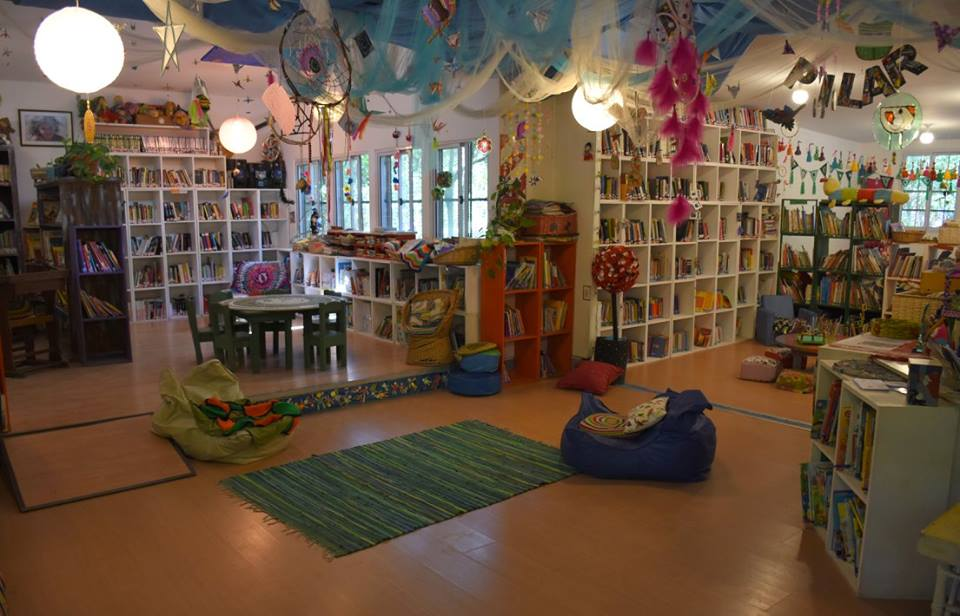
Interior de la biblioteca

El 2 de abril de 2011, día en el que hubiese cumplido años Pilar Andicoechea, se inauguró oficialmente la Biblioteca Popular Del otro lado del árbol, con el aporte voluntario de dos mil libros nuevos que fueron entregados por dos mil personas ese día. El nombre elegido hace alusión al cuento de la autora francesa Mandana Sadat, cuyo significado lo explicó Kriscautzky: «Cuando hubo que pensar un nombre para la biblioteca, sentí que el indicado era Del otro lado del árbol. No sólo porque era uno de los favoritos de Pilar sino que el paisaje que rodeaba a ese pequeño galpón era muy parecido al de las ilustraciones de Mandana Sadat».
En los alrededores de la biblioteca se pueden observar diferentes murales, juegos para niños hechos con madera, conjuntamente con numerosas obras talladas del artista Fernando Rigone.

## Colección
Su fondo bibliográfico posee más de 22 000 libros especializados en literatura infantil y juvenil, además de un amplio sector para adultos, sectores de derechos humanos, género, feminismo y pedagogía que pueden leerse en la biblioteca o ser retirados en préstamos por sus socios.
Cuenta con una bebeteca, un fondo de libros en Braille para niños ciegos o disminuidos visuales y un sector de Museo del Libro denominado «Colecciones que acercan generaciones» con libros de lectura, escolares y enciclopédicos anteriores a 1980.

## Impacto social
Los servicios que brinda, a través de la literatura, se orientan en salud, educación y cultura. Ofrece una propuesta pedagógica con escuelas promoviendo el acercamiento a la lectura en un ámbito diferente (parque, árboles, etc.); la intervención en espacios de salud (vacunatorios y hospitales o clínicas de niños) para que los chicos encuentren una sala de espera distinta y materiales de lectura; y la interconexión con el arte a través de pinturas, dibujos, etc. Las visitas de entidades educativas en todos sus niveles, incluidos los bebés de la Casa Cuna platense, acercan alrededor de 12 000 niños al año. Su desarrollo y funcionamiento se conforma con un equipo de voluntariado autogestionado de ámbitos de la bibliotecología y docencia con el acompañamiento de docentes jubilados, estudiantes de diversas carreras universitarias y terciarias y profesionales de diferentes disciplinas.
El proyecto se replicó en otras bibliotecas y espacios de infancias de distintas ciudades y localidades de la provincia de Buenos Aires: Olavarría, Bolívar, Brandsen, Lanús, Ezpeleta, Berazategui, General Lamadrid y Carhué.
La institución fue reconocida a nivel nacional por CONABIP (Comisión Nacional de Bibliotecas Populares) con el Registro 4288, por la Dirección de Bibliotecas y Promoción de la Lectura de la provincia de Buenos Aires a nivel provincial y del Registro Municipal de Bibliotecas de la Municipalidad de La Plata.
En mayo de 2020 sufrió un incendio que afectó la colección y las instalaciones, que fueron reconstruidas con el apoyo de la comunidad platense.

### Extensión cultural

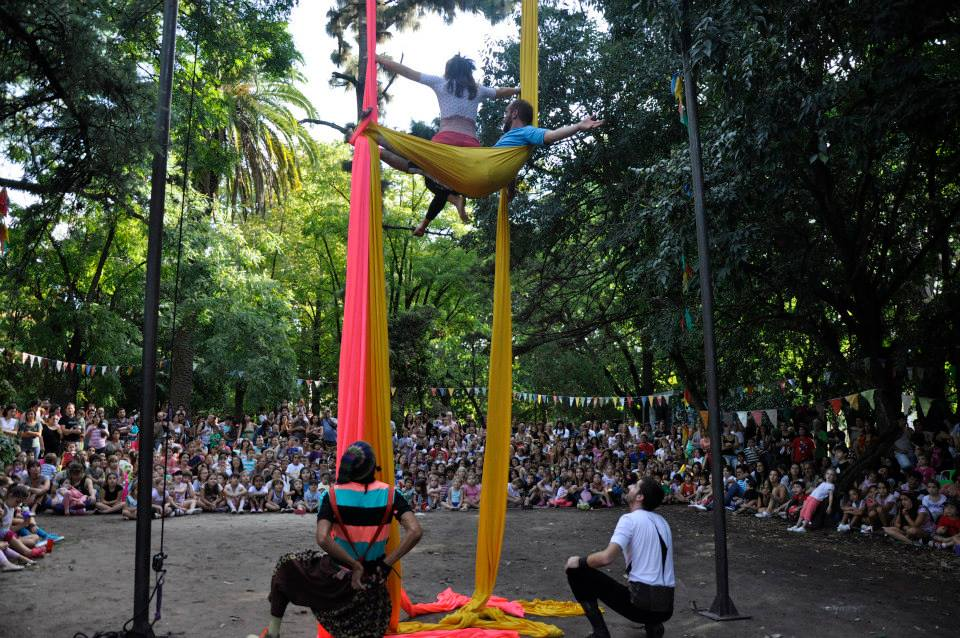
Actividades culturales en el espacio de la biblioteca

La entidad brinda un espacio colectivo en el cual se desarrollan espectáculos y talleres. Sus premisas fundamentales parten de la apropiación de los espacios públicos, la gratuidad de las actividades y las infancias acompañadas por la cultura y el arte. Como espacio cultural se replantea las prácticas, un ejemplo de ello es lo que hace al préstamo del libro, no aplica el sistema de multas por devolución y trata de evitar burocracias, o puede llevarse para la lectura al aire libre en las inmediaciones de la biblioteca. La organización se centra en el libro pero también en talleres con familias, narradores orales, recitales y diversas charlas, realizadas por un equipo especial de profesores de arte y música, narradores, y docentes de distintos niveles.
La biblioteca y el artista visual Luxor promovieron en  2015 la publicación de dos mil ejemplares del libro Que cada día sea mágico y lleno de sueños, que reúne los escritos de los sueños infantiles de cuarenta niños representados junto a las ilustraciones de cuarenta artistas. La colaboración mediante el micromecenazgo permitió la concreción de la obra y pudo ser repartida gratuitamente en escuelas públicas de La Plata, Ensenada, Berisso, Olavarría y Bolivar. También se editó un CD con once bandas de rock de la ciudad.
Asimismo dispone de su propia murga llamada «Los impacientes del parque», que desarrolla un taller de murga permanente cada sábado.

## Premios
- Premio Nacional y Latinoamericano de Literatura Infantil y Juvenil “La hormiguita Viajera” como Biblioteca. Comisión Directiva de la Biblioteca Popular Madre Teresa, de Virrey del Pino, La Matanza. (2012).[30]
- Premio VIVALECTURA 2013 al Proyecto "Del otro lado del árbol", segundo puesto en la Categoría Sociedad. Fundación Santillana. (2013).[31]